# محمد الجواد
أبو جعفر محمد بن علي الجواد (195 هـ- 220 هـ)، هو التاسع من إثني عشر إماماً من أئمة الشيعة الإثني عشرية، وهو الحادي عشر من المعصومين الأربعة عشر، وقد عاصر اثنين من الخلفاء العباسيين هما المأمون، والمعتصم، وتوفي في خلافة الأخير. كما عاصر الفرقة الواقفية التي تعتقد بتوقف الإمامة عند جدّه موسى الكاظم، ولا تعتقد بإمامة من بعده.(1)

## نسبه
هو: محمد بن علي بن موسى بن جعفر بن محمد بن علي بن الحسين بن علي بن أبي طالب بن عبد المطلب بن هاشم بن عبد مناف بن قصي بن كلاب بن مرة بن كعب بن لؤي بن غالب بن فهر بن مالك بن النضر جد قريش بن كنانة بن خزيمة بن مدركة بن إلياس بن مضر بن نزار بن معد بن عدنان.
أمه هي: سبيكة النوبية، ومن أسمائها التي عُرفت بها كذلك: خيزران، ويُحكى أن الرضا هو من سمّاها بهذا الاسم، ودُرّة، وريحانة، وقيل: سكينة النوبية. وأمّا كنيتها فهي تُكنّى بأم الحسن. وقد ذكر الكليني في الكافي أنّها من أهل مارية القبطية فقال: ”يقال لها: سبيكة نوبية وقيل أيضاً: إن اسمها كان خيزران، وروي أنها كانت من أهل بيت مارية أم إبراهيم ابن رسول الله صلى الله عليه وآله“. أما المجلسي فقد ذكر في البحار ما نصّهُ: ”وأمه أم ولد يقال لها سبيكة، ويقال درة، ثم سماها الرضا عليه السلام خيزران، وكانت نوبية“. وهي عند الشيعة سيدة ذات مقام عظيم ودرجة رفيعة لكونها زوجةً لإمام معصوم وأماً لإمام معصوم، ويعتقدون أنّها من أفضل نساء زمانها، حتى أنهم يروون عن النبي محمد أنّه امتدحها وبشّر بها قبل أن تولد، فقال كما روي في كشف الغمة: ”بأبي ابن خيرة الإماء النوبية الطيبة“. وفي رواية الكافي إضافة حيث يروي الكليني نفس الرواية ويضيف بالنهاية: ”الطيبة الفم، المنتجبة الرحم“.

## نساؤه وأبناؤه

ضريح موسى المبرقع في قم.

### أولاده

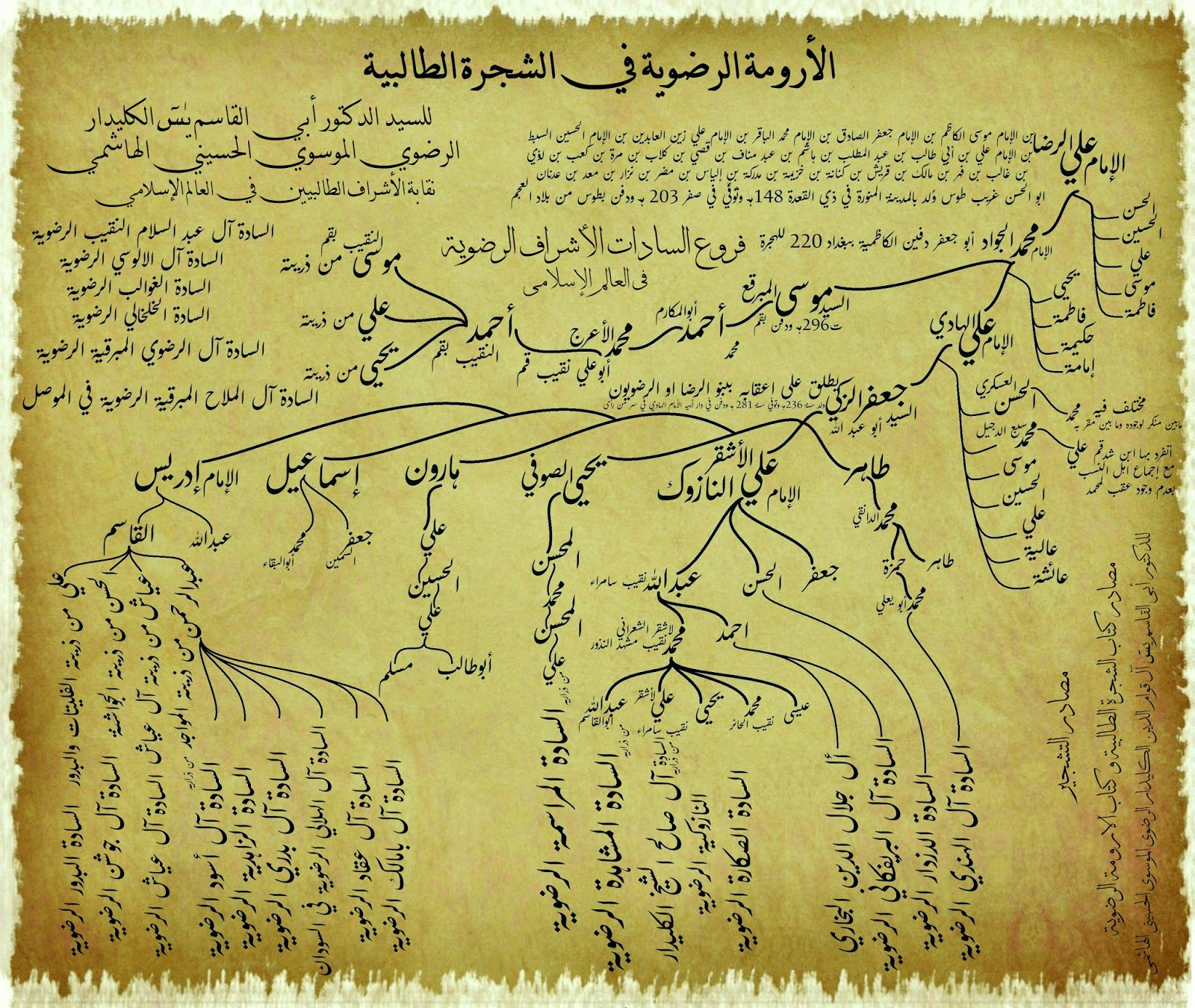
شجرة ذريَّة محمد الجواد.

- علي بن محمد الهادي الذي استلم الإمامة بعد والده حسب معتقد الشيعة الإثني عشرية، وأمه سمانة.
- موسى المبرقع: أحد أبناء محمد الجواد المُتِّفق عليهم، ولد في المدينة المنورة عام 214 هـ، وقد هاجر من المدينة إلى الكوفة، ثم هاجر منها إلى مدينة قم عام 256 هـ، وتوفي عام 296 هـ، ودُفِنَ في قم، ومزاره هناك مشهور. سُمِّي بالمبرقع لإنه كما نُقِل جميل ويشبّه بالنبي يوسف من حسنه وجماله، وكان الناس يزدحمون في الطرق والأسواق لانشدادهم لجماله، مما كان يضطرّه إلى وضع قماشة على وجهه، ولذلك سُمّي بالمبرقع.[10]
- الحسن: وهو الحسن الزكي المكي أبو محمد إمام أهل البيت في عصره كما ذكر ذلك البلاذري الصغير في روايته عنه بمكة وينتسب له في وقتنا الحاضر السادة آل العتيلي وآل العراقي وفق مخطوطاتهم النسبية التي تعود الى القرن السابع والعاشر الهجري من طريق المهدي بن قاسم بن موسى الأفضلي بن عبد الرحمن بن يحيى الطاهر بن محمد بن الحسن الزكي المكي بن محمد الجواد بن علي الرضا بن موسى الكاظم بن جعفر الصادق بن محمد الباقر بن علي السجاد بن الحسين الشهيد بن علي بن أبي طالب.

اختلف المؤرخون والباحثون في تحديد أبناء محمد الجواد الآخرين. فهذا محمد بن محمد بن النعمان المشهور بالشيخ المفيد يقول: 

ينقل ابن شهر آشوب المازندراني عن ابن بابويه القمي، أنِّ بنات الجواد هنَّ حكيمة، وخديجة، وأمّ كلثوم. مؤلف كتاب عمدةُ المطالب يقول: 
كما يوجد قبر يُنسَب لأحد أبناء محمد الجواد واسمه فاضل، ويقع داخل مسجد كبير في قرية بيدهند التابعة لمحافظة قم الإيرانية.
- حكيمة: هي إحدى بنات محمد الجواد، وهي ذات مكانة سامية عند الشيعة الإثني عشرية ويثقون بما ترويه وتوفيت في مدينة سامراء بالعراق، ودفنت بجوار علي بن محمد الهادي، والحسن بن علي العسكري.[15]

### نساؤه
أبناء محمد الجواد موسى المبرقع والحسن وبريهة وأمامة وخديجة وآم كلثوم ومحمد من أمهات ولد متفرقات أما فاطمة وحكيمة فهما من أم ولد واحدة.
وقد تزوج محمد الجواد من أم الفضل بنت الخليفة العباسي المأمون العباسي ولم تنجب منه.

اشترى محمد الجواد جارية مغربية اسمها سمانة، ثم تزوجها. وسمانة هي التي أنجبت له أولاداً وبناتاً، ويقول محمد كاظم القزويني: 

## ألقابه
يعرف بعدة ألقاب منها:
- الجواد.
- التقي.[17]
- القانع.
- الزكي.
- باب المراد.

كذلك لُقَّبَ بالمنتجب، والمرتضى، والرضي، والمتوكل.

## إمامته
أبوجعفر محمد الجواد هو التاسع من إثني عشر إماماً من أئمة الشيعة الإثني عشرية. استلم الإمامة سنة 203 هـ بعد شهادة أبيه الإمام الرضا. قد عاصر اثنين من الخلفاء العباسيين هما المأمون، والمعتصم. استمرت إمامته لفترة سبع عشرة سنة التي قضت خمس عشرة سنة منها في فترة حكم المأمون.
ذكر مؤرخون الشيعة أنّه لمّا استشهد الإمام الرضا كان عمر ولده الجواد آنذاك نحو تسعة سنين ولم يكن لديه ولد آخر. وقد أدت هذه المسألة إلى الاختلاف بين الشيعة. ويقول النوبختي في كتابه فرق الشيعة، أن علة ظهور الاختلاف بينهم، هو اعتبارهم البلوغ شرطا من شرائط الإمامة.
ثم اجتمع وجوه الشيعة وثقاتهم من أصحاب الإمام الرضا في دار أحدهم وهو عبد الرحمن بن الحجاج التي كانت تقع في أطراف مدينة الكوفة وأجمعوا هناك علی إجراء عدة لقاءات مع الإمام الجواد ليسألوه عدة أسئلة لاختباره والتأكد من أنّه يتمتع بعلم الإمامة. فأجريت عدّة لقاءات معه وسأله بعضهم المسائل، فأجاب على جميعها بإجابة حاسمة مقنعة، فخرج القوم، ودعوا له وهدأ بالهم.
وذكر المؤرخون أيضاً أنّه لمّا قرب موسم الحج اجتمع من فقهاء بغداد والأمصار وعلمائهم ثمانون رجلاً، وخرجوا إلى الحج ثم قصدوا المدينة للقاء الإمام محمدالجواد. فلمّا وافوا، اجتمعوا في دار الإمام جعفر الصادق التي كانت فارغة، فدخلوها وجلسوا على بساط كبير، فدخل الإمام الجواد فقام إليه الفقهاء واستقبلوه وسلّموا عليه، فجلس في صدر المجلس فبدأت مسائلهم تترى عليه وهو يردّها بأدلة قاطعة، فخرج القوم، ودعوا له.
وقد أفرزت هذه اللقاءات مع الإمام الجواد عن اعتقاد أكثر الشيعة بإمامته مع صغر سنه. ولكن مال بعض الشيعة إلى الواقفية.

## ولادته

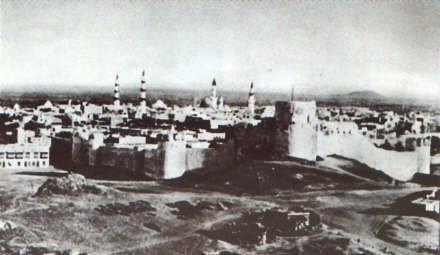
جزء من سور المدينة المنورة في أواخر العهد العثماني سنة 1890.

وُلِدَ في المدينة المنورة واختلف المؤرخون والمحدثون في تاريخ ولادته، وهذا الاختلاف موجود في تاريخ ولادة أكثر الأئمة عند الشيعة الإثني عشرية. المشهور عند الشيعة ما ذكره العياشي والإربلي أنَّ ولادة الجواد كانت في اليوم العاشر من شهر رجب. وقد ذكر آخرون أنَّ ولادته كانت في شهر رمضان من سنة مائة وخمسة وتسعين، وممن ذكر ذلك محمد بن يعقوب الكليني، والمفيد، والفتَّال، ومحمد بن علي بن شهرآشوب المازندراني. يقيم الشيعة الاحتفالات الدينية في هذا اليوم من كل سنة، مع شيء من مظاهر الزينة والأفراح.
حسبما المرويات الشيعية في ولادة الجواد يُنقل أن علي بن موسى الرضا قد اتَّخذ التدابير اللازمة لولادة ابنه الجواد، فخصَّص حجرة من حجرات داره، وأمر أخته حكيمة بِأَن ترافق خيرزان مع القابلة إلى تلك الحجرة، استعداداً لاستقبال المولود. وجعل في تلك الحجرة شمعة يستضيئون بها، وأغلق عليهنّ الباب لئلا يدخل عليهن غيرهن.

## سيرته

### فراق والده
لقد عاش محمد بن علي الجواد مع والده علي بن موسى الرضا فترة بسيطة، وقد اختلف المؤرخون على ذلك، حيث يقول بعضهم أنَّ الرضا حينما سافر إلى خراسان كان عمر الجواد خمس سنوات، وآخرون يقولون أنَّ عمره كان سبع سنوات. وقد أجبر المأمون العباسي علي بن موسى الرضا على الرحيل من المدينة المنورة إلى خراسان، فخرج من المدينة المنورة نحو مكة، ومنها إلى خراسان.
ويُروى أنَّ الرضا عندما أراد الخروج إلى خراسان، جمع عياله وأمرهم أن يبكوا عليه، وقال: إني لا أرجع لعيالي أبداً. وقد أمر جميع وكلائه بالسمع والطاعة لابنه الجواد وترك مخالفته.

### وفاة والده وإمامته
توفي الرضا بعد أربع أو خمس سنوات من رحيله إلى خراسان، حيث دس المأمون السُم إليه، ويعتقد الشيعة بأنَّ معجزة قد حصلت للجواد، حيث حضر إلى خراسان قبل وفاة والده، ولمّا توفي قام بتجهيز جثمانه من التغسيل والتحنيط والتكفين والصلاة عليه. وبعدما فرغ من إجراء المراسيم الدينية على جسد والده، رجع من حينه إلى المدينة المنورة، وأخبر أسرته بوفاة والده، وأمرهم أن يقيموا المأتم عليه.
بعد مقتل علي بن بن موسى الرضا، توجَّه المأمون إلى بغداد. وانتشر خبر وفاة الرضا في البلاد الإسلامية، ولم يكن الكثير من الشيعة القاطنين في البلدان النائية يعرفون من الإمام بعد الرضا، كما لم يسمعوا بالنصوص الدالة على إمامة الجواد،(1) فتوافدت حوالي ثمانين رجلاً من مشاهير الشيعة وفقهائهم للتحقيق في الموضوع.

### هجرته إلى بغداد
كتب المأمون كتاباً إلى والي المدينة المنورة يأمره بإرسال محمد الجواد إلى بغداد، وقد وصل الجواد إلى بغداد وهو في العاشرة أو الحادية عشرة من العمر، ويرى بعض مؤرخي الشيعة أن استقدام المأمون للجواد كان سنة 204 هـ أي فور وصول المأمون من خراسان، فيما يذهب آخرون كابن طيفور أن استقدامه كان سنة 215 هـ.
وقد أراد المأمون أن يزوجه ابنته أم الفضل، وحينها أُثيرت ضجة كبيرة على العباسيين، الذين كانوا يومذاك أصحاب السلطة ورجال الدولة، ويُشَكِّلون طائفة كبيرة، فقد قيل: إنَّ الإحصائيات أُجرِيَت في وِلد العباس فكانوا ثلاثاً وثلاثين ألف نسمة. لكن المأمون كان مصراً على تزويج ابنته أم الفضل لمحمد الجواد، وقد حصل ذلك.

## وفاته
توفي المأمون سنة 218 هـ (833 م)، واستلم الخلافة من بعده أخوه المعتصم، ولذا يعتقد الشيعة أنَّ المعتصم استغل علاقة ابنة أخيه مع زوجها الجواد، ليحرضها على دس السُم إليه.
وقد روى ابن شهرآشوب المازندراني أنّهُ لمّا بويع المعتصم، جعل يتفقد أحوال محمد الجواد، فكتب إلى عبد الملك الزيات أن ينفذ إليه الجواد وأم الفضل، فأنفذ ابن الزيات علي بن يقطين إليه، فاستعد الجواد للسفر، وخرج إلى بغداد، فأكرمه وعظمه، وأنفذ اشناس وهو أحد قواد جيوشه بالتحف إليه وإلى أم الفضل، ثم أنفذ إليه شراب حُماض الأترج تحت ختمه على يدي اشناس، فسقاه هذا الشراب وفيه السم.

## مدفنه

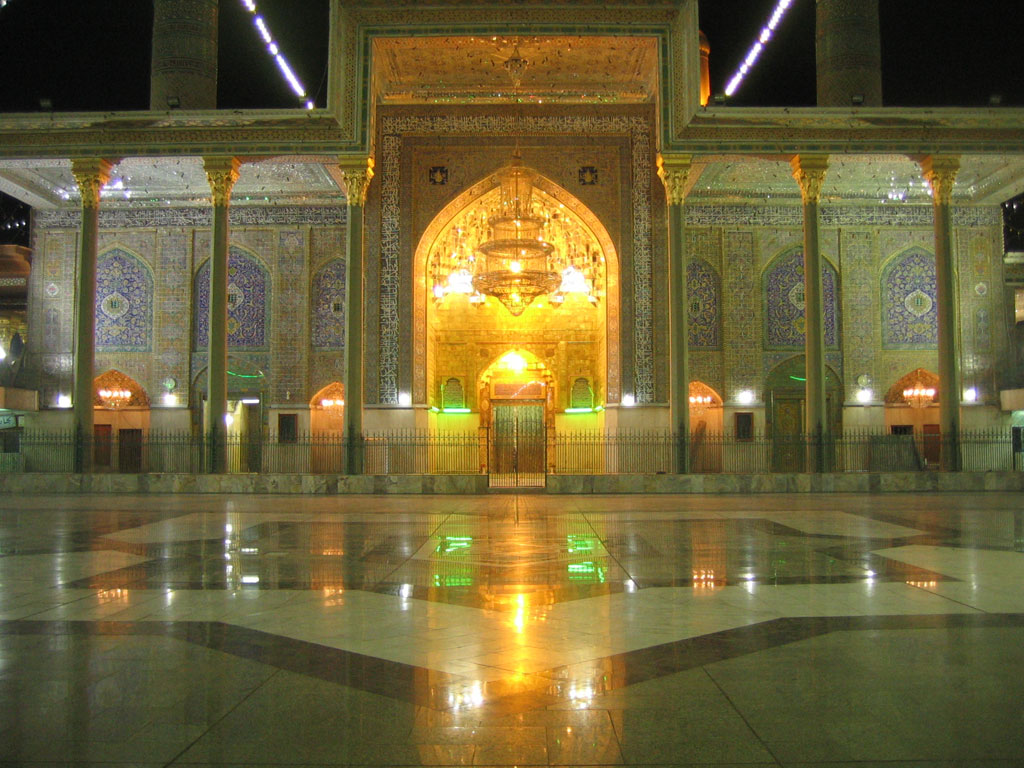
رواق الحضرة الكاظمية.

توفي سنة 220 هـ وحينما كان موسى بن جعفر الكاظم (جد الجواد) في بغداد، اشترى أرضاً في مقابر قريش التي تُعرف اليوم باسم الكاظمية. اشترى تلك الأرض ليُدفَنَ فيه بعد وفاته، وقد دُفِنَ فيها.
دُفِنَ الجواد في نفس تلك الأرض بجانب جده الكاظم، ولم يُبنى على قبرهما بناء إلا بعد انقضاء فترة طويلة، وقد سُمِّيَت البقعة بـ«الكاظمية» أو «الكاظمين»، وكان الشيعة يقصدون ضريحهما للزيارة وقد بُنيت المساكن والبيوت حول قبرهما، حتى صارت قرية من قرى بغداد، حتى تحولت في العصر الحديث إلى مدينة كبيرة.
وفي سنة 336 هـ، أمر معز الدولة أحمد بن بويه بتجديد عمار المرقدين، وتجديد الضريحين، وتزيين المقام، وبنى أمام المقام صحناً واسعاً رفيع الجدران. وعَيَّنَ جُنُوداً وعساكر لخدمة المقام وحراسته، وتأمين سلامة الزوار من الأخطار المحتملة.
دخل إسماعيل الصفوي بغداد سنة 914 هـ وزار الحضرة عام 929 هـ فأمر بقلع عمارة الحضرة من الأساس وإعادة بنائها بعد توسيع الروضة وتبليط القاعات بالرخام ووضع صندوقين خشبيين فوق القبرين كما أمر أن تكون المآذن أربع بدلا من اثنتان وبنى مسجدا كان يسمى المسجد الصفوي ثم أصبح الآن يسمى محليا بمسجد الجوادين وأمر بنقل رباط الحيوانات إلى خارج الجدار وعلق فيه القناديل والثريات.
بعد دخول سليمان القانوني بغداد عام 941 هـ زار الحضرة وجد أن العمران فيها قد بدأ إلا أنه لم يتم فأمر بتكميله وبناء المنبر الموجود اليوم في مسجد الجوادين وإكمال بناء إحدى المآذن. في عام 1207 هـ أمر السلطان محمد بإكمال ما بدأه الصفويون فأضاف ثلاث مآذن أخرى على طراز الأولى التي كان قد بناها السلطان سليمان.

قبتي الامامين موسى الكاظم و محمد الجواد في العتبة الكاظمية

و من تلك الأعمال أيضاً تأسيس صحن واسع يحف بالحرم من جهاته الثلاث: الشرقية والجنوبية والغربية، ويتصل الجامع الكبير بالحرم من جهته الشمالية، وتم تخطيط الصحن بمساحته الموجودة اليوم.

### كتب
- الكافي. محمد بن يعقوب الكليني، طبع طهران - إيران، 1388 هـ، منشورات دار الكتب الإسلامية.
- كشف الغمة في معرفة الأئمة. علي ابن أبي الفتح الإربلي، طبع بيروت - لبنان، تاريخ الطبع مفقود، منشورات دار الأضواء.
- بحار الأنوار الجامعة لدرر أخبار الأئمة الأطهار. محمد باقر المجلسي، طبع بيروت - لبنان، 1403 هـ / 1983 م، منشورات دار إحياء التراث العربي.
- دلائل الإمامة. محمد بن جرير الطبري الإمامي، طبع قم - إيران، 1413 هـ، منشورات مؤسسة البعثة.
- أمهات المعصومين. محمد الحسيني الشيرازي، طبع بيروت - لبنان، 1424 هـ / 2003 م، منشورات مركز الجواد للتحقيق والنشر.

## وصلات خارجية
- الإمام محمد الجواد
- الامام محمد بن علي الجواد
- الإمام محمد الجواد

| ألقاب شيعيَّة            | ألقاب شيعيَّة                                   | ألقاب شيعيَّة             |
| ---------------------- | --------------------------------------------- | ----------------------- |
| سبقه علي بن موسى الرضا | تاسع الأئمة عند الشيعة الإثنا عشرية 818 – 835 | تبعه علي بن محمد الهادي |